# Radionamierzanie
Radionamierzanie (również radiopelengacja, łac. pelengation – rozpoznanie, zlokalizowanie, namiar, ustalenie miejsca) – rodzaj radiolokacji polegający na wyznaczaniu położenia obiektu poprzez wykorzystanie prostoliniowego rozchodzenia się fal radiowych. Radionamiaru dokonuje się za pomocą radionamierników (radiogoniometrów). Wynikiem radionamierzania jest wyznaczenie na mapie prostych, których punkt przecięcia określa położenie obiektu lokalizowanego. W żegludze najczęściej radionamiernik jest zamontowany na statku. Chcąc określić pozycję należy:
- wybrać z odpowiedniej publikacji (Spis Radiosygnałów), radiolatarnie najbliższe pozycji statku
- dostroić odbiornik radionamiernika do częstotliwości pierwszej z wybranych radiolatarni
- odczytać radionamiar
- powtórzyć czynności dla pozostałych radiolatarni
- wykreślić radionamiary

Punkt przecięcia się linii radionamiarów jest pozycją obserwowaną. Przy większych odległościach od radiolatarni do wykreślania radionamiarów trzeba użyć specjalnych map sporządzonych w odwzorowaniu azymutalnym. Innym sposobem wykorzystania radionamierzania jest użycie radionamierników o znanej pozycji. W takim systemie statek lub samolot nadaje sygnał, a stałe stacje określają namiar i ewentualnie pozycję. Przed wprowadzeniem elektronicznych systemów nawigacji Decca, Loran, Omega i systemów satelitarnych radionamierzanie było jedynym sposobem określenia pozycji w nawigacji pełnomorskiej, który nie zależał od pogody. Z tego względu posiadanie radionamiernika było obowiązkowe dla statków morskich. Ponieważ pozycja z radionamiarów może być obarczona dużym błędem, po wprowadzeniu systemów elektronicznych jej znaczenie spadało. Obecnie radionamierniki nie są obowiązkowe a radiolatarnie są likwidowane. We wrześniu 2007 w nawigacji morskiej pozostały trzy z kilkuset czynnych jeszcze w latach 90. XX wieku. Radionamierzanie pozostało ważnym elementem akcji poszukiwawczo-ratowniczych. Jeżeli jednostka w niebezpieczeństwie nie może określić swojej pozycji, nadaje sygnał na określonej częstotliwości i jednostki ratownicze mogą odczytać kierunek do jednostki w niebezpieczeństwie, a przy odpowiednim rozmieszczeniu stacji namierzających – także pozycję.